# 第28装甲旅団 (ドイツ連邦陸軍)
第28装甲旅団（だい28そうこうりょだん、ドイツ語：Panzerbrigade 28）は、ドイツ連邦陸軍の旅団の一つ。ドルンシュタットに旅団司令部を置く1975年から1993年まで存在した旅団。1964年から1970年まではドナウヴェルトに旅団司令部を置く第28装甲擲弾兵旅団であった。両旅団は第10装甲師団隷下にあってシュヴァーベンアルプス一帯に駐屯していた。

## 歴史

### 第28装甲擲弾兵旅団
第28装甲旅団とは異なる第28装甲擲弾兵旅団は1964年にドナウヴェルトで編成され1970年まで存在した。本旅団の一部は解隊後、ノイブルク・アン・デア・ドナウに所在した第18郷土防衛団に引き継がれた。同郷土防衛団はミュンヘンの第6防衛管区司令部の直轄部隊であった。

### 陸軍第3次編制期の改編

#### 第200戦車連隊
第200戦車連隊は1971年に第30装甲旅団隷下第304戦車大隊（旧第284戦車大隊）と別の1個戦車大隊を基に編成される。残り1個大隊は1958年にボルケンで編成された第281戦車大隊を基に編成された第303戦車大隊である。同大隊は1959年にミュンジングへ、後の1962年にドルンシュタットへ移駐する。第200戦車連隊は1971年から1975年まで存在し第210戦車大隊と第303戦車大隊が連隊編制に組み込まれていた。改編後の1975年から1981年までは大隊は第282戦車大隊そののち第281戦車大隊に改称されている。

#### 旅団の編成
1975年に陸軍第3次編制に基づき「新」第28旅団は第200戦車連隊を基幹にドルンシュタットで編成される。第28装甲旅団は第10装甲師団隷下におかれ、来たるべき陸軍第4次編制に備えて陸軍基準として最初に実験を受ける。1976年に旅団隷下部隊に第304戦車大隊と第283戦車大隊第1中隊、第283戦車大隊第3中隊、第220戦車大隊第4中隊が4個大隊編制のために再編成される。1964年からノイブルクの第281装甲擲弾兵大隊が旅団隷下にあった。同大隊は第29装甲旅団に配転される。1968年に第284戦車大隊は再編成され第30装甲旅団に配転される。1964年に第286補給大隊はノイブルクで編成され旅団隷下となる。1975年に第200戦車連隊の一部を基に第281戦車大隊が再編成される。1975年に第280整備中隊と第280補給中隊が新編する。1976年にはドルンシュタットにて第280戦車駆逐中隊が編成される。
1978年、戦車教育中隊は第201操縦シミュレータに改編され1979年に戦車教育センター第202戦闘室シミュレータ隷下におかれる。
1975年に第280装甲偵察中隊が編成され1979年にインゴルシュタットに移駐する。1977年に第285装甲砲兵大隊の一部はドナウヴェルトの第305装甲砲兵大隊を構成し編成されミュンジングに移駐する。陸軍第4次編制での実験は1977年に完了する。第220戦車大隊はこの改編過程の中で旧通し番号の第284に復帰する。

### 第3次編制以降
陸軍第3次編制に基づき1981年に第281装甲擲弾兵大隊は第282装甲擲弾兵大隊に改称される。1992年から1994年にかけて旅団隷下部隊は次々と解隊された。この過程でミュンジングの第285装甲砲兵大隊は第30装行旅団に配転される。

## 歴代旅団長
| 代 | 氏名                                                                                      | 着任          | 離任          |
| -- | ----------------------------------------------------------------------------------------- | ------------- | ------------- |
| 1  | ルートヴィヒ・フォン・クリュックリッツ陸軍大佐 Ludwig von Köckritz                        | 1964年5月2日  | 1967年3月31日 |
| 2  | ラインホルト・リーフェルト陸軍大佐 Reinhold Rehfeld                                       | 1967年4月1日  | 1970年3月23日 |
| 3  | カール・フォルクル陸軍大佐 Carl Völkl                                                     | 1970年3月24日 | 1971年        |
| 4  | フランツ＝ヨアヒム・フライヘーア・フォン・ロッド陸軍大佐 Franz-Joachim Freiherr von Rodde | 1971年        | 1974年        |
| 5  | ギュンター・ベア陸軍大佐 Günter Baer                                                      | 1974年10月1日 | 1978年3月31日 |
| 6  | エーリヒ・シュヴェムラー陸軍准将 Erich Schwemmle                                          | 1978年4月1日  | 1983年3月31日 |
| 7  | ディートリッヒ・ローグラー陸軍准将 Dietrich Rogler                                        | 1983年4月1日  | 1990年3月31日 |
| 8  | ルディ・イーニンガー陸軍大佐 Rudi Ehninger                                                | 1990年4月1日  | 1992年9月30日 |
| 9  | カール・ゲオルク・ザーッズ陸軍大佐 Karl Georg Sasse                                       | 1992年10月1日 | 1993年9月30日 |